# Growlithe
Growlithe (japanski: ガーディ Gādi) jedan je od 1025 fiktivnih vrsta Pokémona iz medijske franšize Pokémon, skupa Pokémon videoigara, animiranih serija, manga stripova, knjiga, igraćih karata i drugih medija kojima je tvorac Satoshi Tajiri. Svrha je Growlithea u videoigrama, animiranoj seriji i manga stripovima, kao i svrha ostalih Pokémona, borba s divljim Pokémonima – neukroćenim stvorenjima koje igrači i likovi pronalaze dok kreću na razne avanture – i pripitomljenim Pokémonima drugih Pokémon trenera.

## Etimologijaimena
Growlithovo ime dolazi od engleskih riječi "growl" = režanje, jer reži na neprijatelje, i "lithe" = gibak, što se odnosi na njegovu pognutu pozu kada ih napada. 
Njegovo japansko ime, Gādi (Gardie), vjerojatno se odnosi na englesku riječ "guard" = čuvati, jer podsjeća na psa čuvara. U početku, njegovo je ime, izvan Japana, trebalo glasiti "Flamie".

## Pokédex podaci
- Pokémon Red/Blue: Veoma zaštitnički nastrojen prema vlastitom teritoriju. Lajat će i gristi kako bi otjerao uljeze iz svog životnog prostora.
- Pokémon Yellow: Pokémon prijateljske naravi. Ipak, nesmiljeno će lajati na svakog tko nepozvan upadne na njegov teritorij.
- Pokémon Gold: Hrabre je i odane naravi. Suprotstavlja se većim i jačim protivnicima bez imalo straha.
- Pokémon Silver: Iznimno odan, lajat će na protivnika kako bi zaštitio vlastitog trenera bez imalo straha-
- Pokémon Crystal: Kontrolira veliki teritorij. Ako primijeti nepoznat miris, glasno će rikati kako bi otjerao uljeza.
- Pokémon Ruby/Sapphire: Growlithe ima nadnaravan osjet mirisa. Kada jednom neštp nanjuši, nikada neće zaboraviti taj miris, bez obzira na okolnosti. Koristi svoj napredni olfaktorni osjet kako bi odredio osjećaje živih bića.
- Pokémon Emerald: Odlični osjet njuha omogućuje ovom Pokémonu da ne zaboravi nijedan miris, bez obzira na sve. Koristi svoj osjet njuha kako bi odredio osjećaje drugih.
- Pokémon FireRed: Veoma prijateljski raspoložen i odan prema ljudima. Pokušat će otjerati neprijatelje lajanjem i ugrizima.
- Pokémon LeafGreen: Veoma zaštitnički nastrojen prema vlastitom teritoriju. Lajat će i gristi kako bi otjerao uljeze iz svog životnog prostora.
- Pokémon Diamond/Pearl: Pokémon odane naravi. Ostat će nepokretan dok mu trener ne izda druge naredbe.

## U videoigrama
Od svih generacija Pokémon videoigara, Growlitha se može pronaći u Pokemon Red, Crystal, Gold, FireRed i Pokémon XD: Gale of Darkness. U Pokémon Crystal može ga se naći na istim mjestima gdje i Vulpixa u Pokémon Silver videoigri; na Stazi 8, 36 i 37. U Pokemon Gold videoigri može ga se pronaći na istim stazama, te stazi 7. U Pokemon Red inačici (kao i u njenom remake-u, FireRed-u prilično je rijedak, a nalazi se na Stazama 7 i 8, te u napuštenoj Pokémon vili na otoku Cinnabaru. U Pokémon XD: Gale of Darkness, može ga se oteti Cipher Poen Humahu. 
Growlithe se razvija u Arcaninea uz pomoć Vatrenog kamena. Njegove sposobnosti jesu Zastrašivanje (Intimidate) i Bljesak vatre (Flash Fire). Zastrašivanje, nakon što Growlithe uđe u borbu, smanjuje protivnikov Attack status za jednu razinu. Pokémoni sa sposobnošću Bistrog tijela (Clear Body), Hiper rezača (Hyper Cutter) ili Bijelog dima (White Smoke) imuni su na ovaj efekt. Bljesak vatre, za razliku od prethodne sposobnosti, aktivira se kada Growlitha udari Vatreni napad. Nakon što je aktivirana, šteta koju Growlithovi Vatreni napadi uzrokuju na protivniku množi se s 1.5.

## Tehnike
| Prirodne tehnike                 | Prirodne tehnike | Prirodne tehnike |
| -------------------------------- | ---------------- | ---------------- |
| Tehnika                          | Vrsta tehnike    | Razina           |
| Ugriz (Bite)                     | Mračni           |                  |
| Rika (Roar)                      | Normalni         |                  |
| Žeravica (Ember)                 | Vatreni          | 6                |
| Opaki pogled (Leer)              | Normalni         | 9                |
| Traganje mirisom (Odor Sleuth)   | Normalni         | 14               |
| Prijateljska ruka (Helping Hand) | Normalni         | 17               |
| Plameni kotač (Flame Wheel)      | Vatreni          | 20               |
| Preokret (Reversal)              | Borbeni          | 25               |
| Vatreni očnjak (Fire Fang)       | Vatreni          | 28               |
| Rušenje (Take Down)              | Normalni         | 31               |
| Bacač plamena (Flamethrower)     | Vatreni          | 34               |
| Okretnost (Agility)              | Psihički         | 39               |
| Drobljenje (Crunch)              | Mračni           | 42               |
| Toplinski val (Heat Wave)        | Vatreni          | 45               |
| Vatreni bljesak (Flare Blitz)    | Vatreni          | 48               |

## Statistike
| HP:      | 55 |  |
| Attack:  | 70 |  |
| Defense: | 45 |  |
| Special: | 50 |  |
| SpAtk:   | 70 |  |
| SpDef:   | 50 |  |
| Speed:   | 60 |  |

Statistika Special korištena je samo tijekom prve generacije; kasnije je podijeljenja na Special Attack i Special Defense statistike.

## U animiranoj seriji
U Pokémon animiranoj seriji, Growlithe (i njegov razvijeni oblik, Arcanine) pojavljuje se nekoliko puta kao policijski pas kojeg koristi policajka Jenny. James, član Tima Raketa, ostavlja svog Growlitha nakon što pobjegne od kuće, da bi pazio na njegove roditelje. Growlithe se posljednji put pojavio u Hoenn ligi, kao jedan od Pokémona Ashova protivnika Morissona. Growlithe je imao svoje prvo pojavljivanje u epizodi 33, kao čuvar Pokémon rezervata. Tri Growlitha imala su pojavljivanje u epizodi 416, kao djeca odraslog Arcaninea.